# Мэнли, Джейк
Джейк Мэнли (род. 23 августа 1991, Канада) — канадский актёр, наиболее известный благодаря ролям Брэда в сериале NBC «Герои: Возрождение», Фишера Уэбба в сериале канала CW «Я — зомби» и Джорджа Уоллера в фильме «Братство». В 2019—2020 годах играл Джека Мортона в сериале Netflix «Тайный орден».